# Municipio de Cantel
Municipio de Cantel är en kommun i Guatemala.   Den ligger i departementet Departamento de Quetzaltenango, i den sydvästra delen av landet, 100 km väster om huvudstaden Guatemala City. Antalet invånare är 32 221.